# 切斯納特希爾 (北卡羅萊納州亨德森縣)
切斯納特希爾（英語：Chestnut Hill）是位於美國北卡羅萊納州亨德森縣的非建制地區。

## 地理
切斯納特希爾所處的海拔為高於海平面819米（即2687英呎），而該地所採用的時區為UTC-5，即北美东部时区（EST）。同時該地設有夏令時間，為UTC-5調快一小時，即UTC-4（EDT）。